# Delia steiniella
Delia steiniella este o specie de muște din genul Delia, familia Anthomyiidae. A fost descrisă pentru prima dată de Fritz Isidore van Emden în anul 1951. Conform Catalogue of Life specia Delia steiniella nu are subspecii cunoscute.